# デイヴ・タツノ

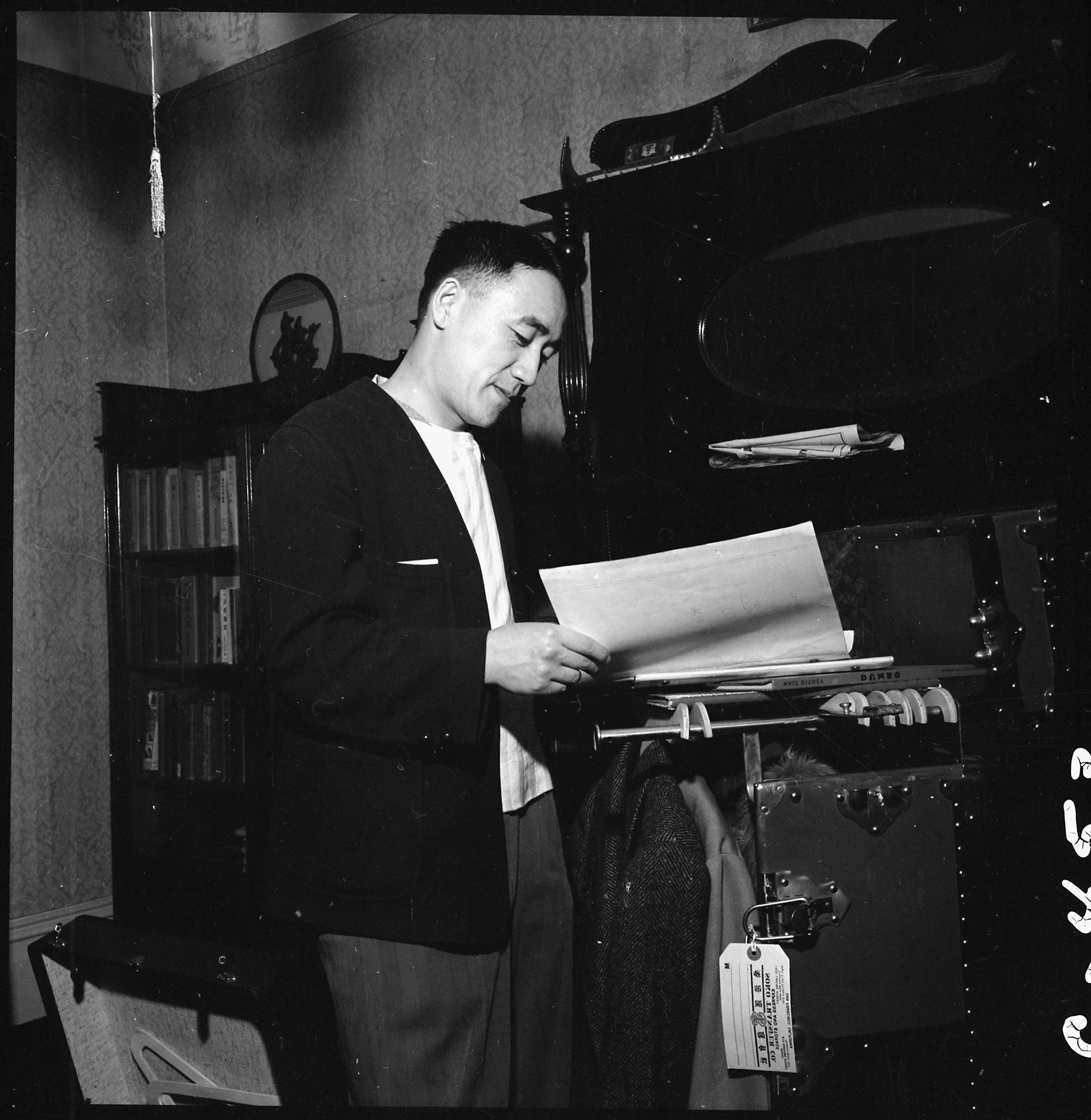
家族とともにサンフランシスコから強制収容される直前のデイヴ・タツノ。

デイヴ・タツノ（Dave Tatsuno、出生名：マサハル・タツノ、Masaharu Tatsuno、1913年8月18日 - 2006年1月26日）は、カリフォルニア州に生まれ、没した、日系アメリカ人の実業家で、第二次世界大戦中の強制収容キャンプにおける家族の日常生活を映像に記録していたことで知られる。
彼が撮影した映像の一部は、後に編集されて1945年の映画『Topaz』（題名はトパーズ戦争移住センターに由来）に用いられた。この映画は、1997年にアメリカ議会図書館によるアメリカ国立フィルム登録簿に登録された。
タツノは、1936年にカリフォルニア大学バークレー校を卒業した。卒業後は、父が1902年に創業したサンフランシスコの百貨店、日米物産 (Nichi Bei Bussan) で働いていた。トパーズで、タツノは、キャンプの協同組合売店の仕事を割り当てられた。1945年にトパーズから解放されたタツノは、店を再開したが、7歳だった息子が扁桃摘出術の手術中に死亡した後、1948年に家族をサンノゼに転居させた。彼は、市民活動の指導者でもあったが戦後のほとんどの時間は日米物産の経営に費やし、その2つめの店舗を、家族を転居させたサンノゼに開店した。サンノゼの店は、その後、娘のひとりが継承したが、サンフランシスコの店は彼のきょうだいマサテル・タット (Masateru "Tut") が死去した後、1997年に閉店となった。
タツノは、1938年に結婚した妻アリス（Alice、旧姓 Okada、2005年死去）と、息子のひとりに先立たれた。彼の死後に遺された遺族は、5人の子ども、4人の孫、2人の曽孫であった。